# 201 (число)
201 (Дві́сті оди́н) — натуральне число між  200 та  202.
- 201 день в році — 20 липня (у високосний рік 19 липня).

## В інших галузях
- 201 рік;
- 201 до н. е.
- Року 201 — китайська федеральна траса Хеган (кордон РФ) — Порт Артур.
- В Юнікоді 00C9  16  — код для символу «E» ( Latin Capital Letter 

E With  Acute).
- NGC 201 — спіральна галактика з перемичкою ( SBc) в сузір'ї Кит.
- Астероїд № 201  Пенелопа.
- АКСМ-201 — двохвісний тролейбус виробництва Белкоммунмаш. Належить до другого покоління тролейбусів, розроблених заводом.
- 201—300 дивізії
- Номери 201—300
- 201